# GIRL TALK/the SPEED STAR
《GIRL TALK／the SPEED STAR》（姊妹悄悄話／極速之星）是安室奈美惠以个人单独名义在2004年10月14日发行的第28张单曲。

## 簡介
- 2004年第3張單曲，首次分為「CD+DVD」與「CD ONLY」形式發售。韓國同時發售CD ONLY形式。與此同時，隨著avex暫緩使用CCCD，本作開始安室的個人單曲重新用回傳統CD的形式發行。
- 《GIRL TALK》由T.KURA與MICHICO夫婦共同製作，以女性的友誼為主題。歌詞中更參考了美國劇集《色慾都市》與電影《末路狂花》。
- 《the SPEED STAR》則由MONK負責作曲。DVD收錄了本作的PV。
- 本作兩首歌曲皆為「Mandom」染髮劑廣告歌曲。
- 本作自2002年的《Wishing On The Same Star》相隔五作後再次獲得排行榜第2名位置。
- 同年10月10日為本作及代言染髮劑舉行造勢會。但由於觀眾情緒沸騰至場面混亂，原定5分鐘的表演縮短至1分鐘，而其後的演出都取消了。

## 收錄曲

### CD
1. GIRL TALK
作詞・作曲：T.KURA, MICHICO
2. the SPEED STAR
作詞：AKIRA 作曲：MONK 編曲：AKIRA
3. GIRL TALK (Instrumental)
4. the SPEED STAR (Instrumental)

### DVD
1. the SPEED STAR (VIDEO CLIP)

## 相關DVD
- PV集『FILMOGRAPHY 2001-2005』
收錄GIRL TALK

## 外部連結
- 安室奈美惠 avex Official web site（页面存档备份，存于）
- VISION FACTORY Artist Page（页面存档备份，存于）